# Lattanzio Ragnoni
Lattanzio Ragnoni (Siena, 10 marzo 1509 – Ginevra, 16 febbraio 1559) è stato un giurista e politico italiano.
Aderì alla Riforma protestante fuggendo a Ginevra, dove divenne pastore della comunità italiana.

## Biografia
Nacque il 10 marzo 1509 a Siena e fu battezzato quello stesso giorno nel battistero della città. Suo padre era Jacomo di Bartolomeo di Cone Ragnoni, capitano del popolo nel 1547, appartenente a un'importante famiglia patrizia di Siena: il cognome di famiglia derivava da un Raynone di Ugolino di Ranuccio Ardengheschi, divenuto cittadino senese nel 1151.
A soli 13 anni, nel 1522, Lattanzio fu nominato vessillifero della Compagnia di San Quirico in Castelvecchio e nel 1527 fu capitano di Monticiano. Laureato in Legge nell'Università di Siena nel 1531, è membro del Concistoro, ossia del governo della città, che l'anno dopo si trasforma nella Balìa, un insieme di venti membri nel quale il Ragnoni assume la carica di cancelliere.
Egli sembrava così avviato a un'importante carriera politica, quando ne fu distolto, probabilmente per l'avvenuta conoscenza di Bernardino Ochino, il frate senese che nel 1538 era generale dell'Ordine cappuccino ed era già avviato segretamente a distaccarsi dalla confessione cattolica per seguire gli insegnamenti dello spirituale Juan de Valdés a Napoli. In questa città si trovò il Ragnoni nel 1540 insieme con l'Ochino e con i più noti seguaci del teologo spagnolo, da Marcantonio Flaminio a Giulia Gonzaga, da Girolamo Donzellini a Isabella Bresegna, dal marchese Galeazzo Caracciolo a Pietro Carnesecchi.
A Napoli stette fino al 1542, maturando convinzioni riformate prossime alla corrente zwingliana: accettata la dottrina della giustificazione per sola fede, sul dibattuto problema della Santa cena, considerava il pane e il vino della comunione un semplice simbolo del corpo e del sangue di Cristo, senza ammettere la dottrina cattolica della transustanziazione né la consustanziazione luterana e nemmeno la teoria calvinista della presenza in spirito di Cristo.
Su tale tema scrisse in questo periodo quei Discorsi, ora perduti, che il protestante - poi antitrinitario - Giulio Besalù davanti all'inquisitore di Venezia affermò di aver letto. Nel 1543 il Ragnoni era a Venezia, ospite del Carnesecchi, dove ritrovò il Donzellini e conobbe Giulio da Milano, arrestato e fuggito in Svizzera quell'anno stesso, Pietro Gelido, il fratello di Ludovico Ariosto, Galasso, allora ambasciatore di Ferrara nella città lagunare, anch'egli segretamente «eretico», e si mantenne in corrispondenza con altri riformati, come il professore cretese Francesco Porto o Guido Giannetti.
Si sa che nel 1547 Ragnoni era a Padova, da dove il 9 giugno scrisse una lettera alla Balia di Siena, perché accettasse il compromesso, inevitabile a suo giudizio, di accettare una guarnigione militare spagnola, essendo necessario, per garantire alla Repubblica un minimo di libertà, «non potendo evitar tutti gl'incommodi, evitar sempre quelli che son più gravi e maggiori, eleggendo, come si dice, de' più tristi partiti il manco dannoso. Notissimo è il proverbio a chi ti può toglier ciò che vuole dalli ciò che ti chiede, facendo di necessità virtù».
Nel 1557 divenne pastore, sostituendo Massimiliano Celso Martinengo. In questa chiesa entrò nel 1556, Bartolomeo Bartocci di Città di Castello che, come molti altri in quegli anni, fuggiva alle persecuzioni della chiesa cattolica contro i protestanti.
Scrisse probabilmente la prima confessione di fede riformata in lingua italiana.

## Scritti
- Discorsi, 1542-1547, perduti
- Discorso ai lettori,[5] introduzione a Del fuggir le superstitioni che ripugnano a la vera e sincera confession de la fede di Giovanni Calvino, Ginevra 1552
- Formulario,[6] Ginevra, 1559